# Санкт-Петербургский крематорий
Санкт-Петербу́ргский кремато́рий — крематорий, расположенный на северо-востоке Санкт-Петербурга, в Красногвардейском районе. Организационно относится к ведению Санкт-Петербургского ГУП «Ритуальные услуги». Единственный крематорий на территории Санкт-Петербурга и ближайших к нему регионов (Ленинградская, Новгородская, Псковская области, Республика Карелия).

## История
Построен в 1970—1973 годах по проекту архитекторов А. С. Константинова, Д. С. Гольдгора, Н. М. Захарьиной. Расположен в историческом районе Ручьи, по Шафировскому проспекту, дом 12. В крематории имеются 14 печей, 9 ритуальных залов (центральный, большой, три средних и четыре малых), колумбарий, кладбище.
В настоящее время в крематории сжигают до 150 трупов в день. По данным 2016 года, в Петербурге кремируют от 60 до 70 % тел умерших.
На территории крематория находится морг.

## Транспорт
Автобусы:
- № 138 от метро «Площадь Мужества»;
- № 153 со стороны Красногвардейского района.